# SStB Neuhaus - Anninger
Az SStB Neuhaus - Anninger sorozat Engelth-rendszerű személyvonati szertartályosgőzmozdony-sorozat volt az Osztrák Déli Államvasútnál (SStB).
Az SStB a Bécsújhelyi Mozdonygyártól vásárolt 1855-ben hét darab mozdonyt (151–156 gyári számú), 1856-ban egy db (164 gyári számú) és elnevezte őket. Az alábbi neveket kapták: NEUHAUS, FEISTRITZ, LUTTENBERG, FÜRSTENFELD, JOHANNISBERG, SCHLOSSBERG és ANNINGER. A mozdonyok külső keretes, belső hengeres és belső vezérlésűek voltak. Valamennyi Engelth-rendszerű ún. támasztószerkocsis volt Bailie-féle volut tartórugókkal. A mozdonyok nem üzemeltek az elvárásoknak megfelelően. A tüzelőanyag és víz fogyásával ugyanis tapadósúlyuk – és így vonóerejük - erősen csökkent.
A sorozat valamennyi mozdonya 1858-ban a Déli Vaspályatársasághoz (SB) került, amikor az SStB-t eladták, ahol a 3 sorozatba osztották és a 218-228 pályaszámokat adták nekik. Az SB magyar pályarészein üzemeltette a mozdonyok egy részét, ám a kedvezőtlen üzemeltetési tapasztalatok (változó, viszonylag kis vonóerő, kedvezőtlen szén- és vízfogyasztás) miatt korán, már 1864-ig valamennyi mozdonyt selejtezték.
A Bécsújhelyi mozdonygyár 1855-ben a k.k. Östliche Staatsbahn-nak is épített 157–163 gyári számokon hét mozdonyt a BIAŁA, DĘBICA, JASŁO, PILZNO, RABA, TRZEBINIA és WISNICZ nevűeket. 1858-ban a hét mozdonyt a Galizische Carl Ludwig-Bahn megvásárolta, ahol 1861 és 1862 között selejtezték őket.

## Fordítás
- Ez a szócikk részben vagy egészben  a   SStB – Neuhaus bis Anninger című német Wikipédia-szócikk fordításán alapul.  Az eredeti cikk szerkesztőit annak laptörténete sorolja fel. Ez a jelzés csupán a megfogalmazás eredetét és a szerzői jogokat jelzi, nem szolgál a cikkben szereplő információk forrásmegjelöléseként.